# RP Motorsport
RP Motorsport es una escudería italiana de automovilismo fundada en 1998. Sus jefes son los italianos Fabio Pampado y Charles Francis Roscio.

## Historia
La escudería participa en campeonatos como la Auto GP, European F3 Open, Fórmula 3 Italiana y Fórmula Abarth. Siendo la F3 y la European F3 Open los más importantes, la escudería se caracteriza por participar con pilotos italianos. En el European F3 Open, participan desde la temporada 2008, en la cual terminaron quintos en el campeonato, para la temporada 2009 consiguieron una merecidísima tercera posición, mismo resultado que el del año posterior, quedando otra vez terceros. En 2011 quedaron subcampeones, quedando a tan sólo 6 puntos del título del campeonato de escuderías.